# Mönchstieg 21 (Wernigerode)

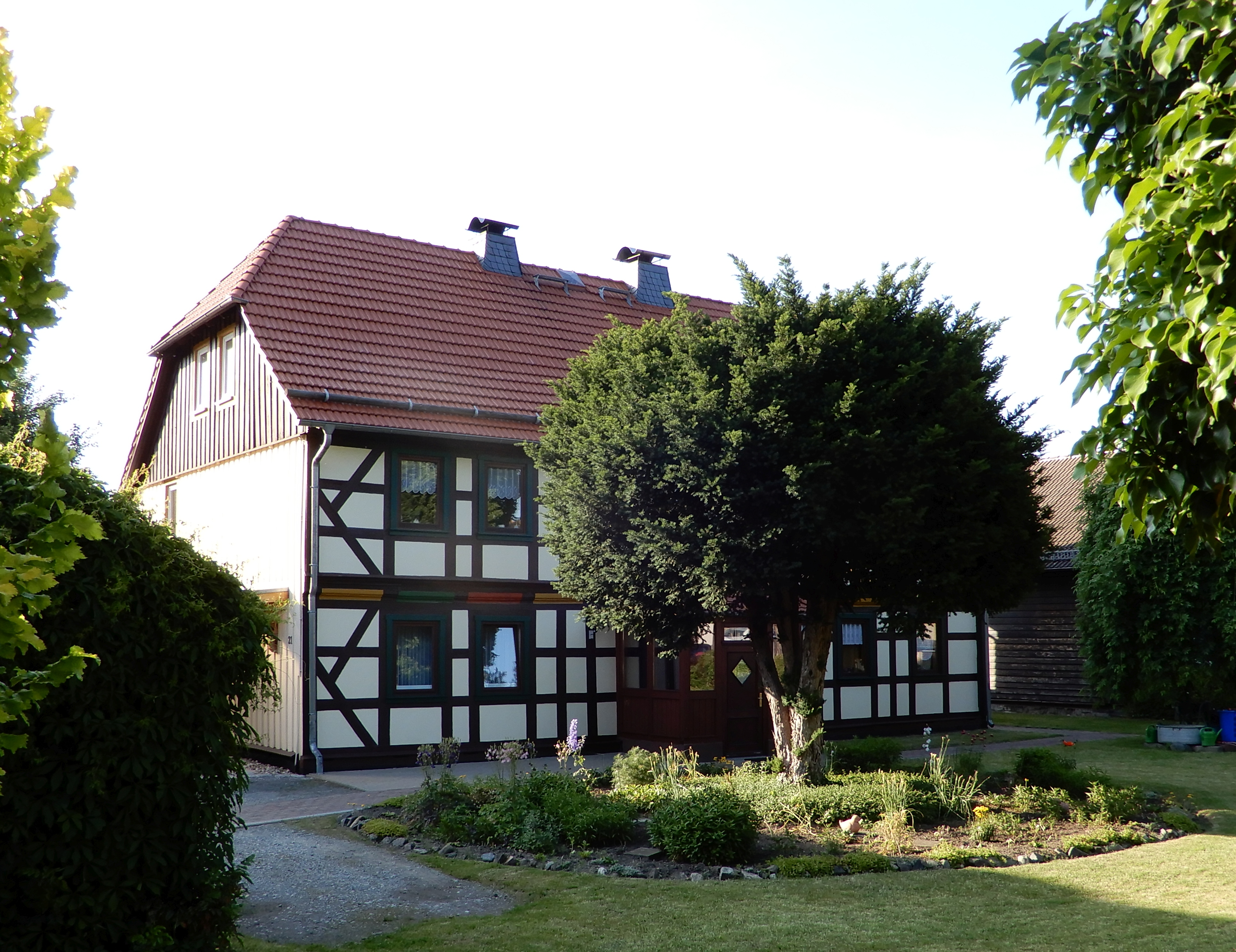
Mönchstieg 21

Das Haus Mönchstieg 21 ist ein denkmalgeschütztes Haus im Ortsteil Hasserode der Stadt Wernigerode, Landkreis Harz, in Sachsen-Anhalt. Es handelt sich um die frühere Oberförsterei, die heute als Wohnhaus genutzt wird.

## Lage
Das Gebäude Mönchstieg 21 befindet sich im Wernigeröder Stadtteil Hasserode, etwa 150 Meter vom Westerntor entfernt an der Nordseite der Mönchstieg bezeichneten Straße, kurz nach deren Abzweig von der Friedrichstraße.

## Architektur und Geschichte
Es handelt sich um ein zweietagiges Fachwerkhaus mit Dachgeschoss aus dem 18. Jahrhundert. Die zur Straßenseite gelegene Schauseite des Gebäudes wurde mit funktionellem, einfachem Fachwerk errichtet. Das Baujahr des Hauses kann auf die Jahre unmittelbar nach 1735 festgelegt werden.
Das Gebäude war bis 1930 im Besitz der Familie Fürst zu Stolberg-Wernigerode und wurde vom fürstlichen Kammerrat Otto Braulke bewohnt, dem hier 1912 seine Dienstwohnung zugewiesen worden war, bevor dieser 1930 in die Villa des Baumeisters Carl Frühling am Burgberg 9a in Wernigerode umzog.
1912 hatte die Oberförsterei ihren Zweck als Wohnung für Forstbeamte endgültig verloren, denn bis dahin hatte der Forstrat Grasshoff hier gewohnt und vor ihm bis 1900 der Forstrat Roth mit seiner Familie.
Die alte Oberförsterei ist ein stattlicher Fachwerkbau aus der ersten Hälfte des 18. Jahrhunderts. Sein Vorgänger wurde ein Raub der Flammen. Der verheerende Brand war nicht etwa durch ein Unglück entstanden, nein im Gegenteil. Der dort lebende königlich-preußische Förster Petz hat in seinem eigenen Haus Feuer gelegt. Es brannte bis auf die Grundmauern nieder. Petz konnte im Gerichtsprozess zweifelsfrei als Täter überführt werden. Das gefällte Urteil sah seine Enthauptung mit dem Schwert vor. Die Hinrichtung fand im Jahre 1735 statt. Sie war einer der letzten öffentlichen Hinrichtungsfälle in Wernigerode.
Im örtlichen Denkmalverzeichnis ist das Haus als Baudenkmal unter der Erfassungsnummer 094 03306 verzeichnet.